# Tsylos Park Lodge Aerodrome
Tsylos Park Lodge Aerodrome (engelska: Chilko Lake Aerodrome) är en flygplats i Kanada.   Den ligger i Cariboo Regional District och provinsen British Columbia, i den sydvästra delen av landet, 3 600 km väster om huvudstaden Ottawa. Tsylos Park Lodge Aerodrome ligger 1 193 meter över havet.
Terrängen runt Tsylos Park Lodge Aerodrome är kuperad åt nordost, men åt sydväst är den bergig. Tsylos Park Lodge Aerodrome ligger nere i en dal. Trakten runt Tsylos Park Lodge Aerodrome är nära nog obefolkad, med mindre än två invånare per kvadratkilometer.. Det finns inga samhällen i närheten. 
I omgivningarna runt Tsylos Park Lodge Aerodrome växer i huvudsak barrskog.